# Zografos
Zografos (griechisch Ζωγράφος (m. sg.), auch Zographos) ist ein Vorort im Osten der griechischen Hauptstadt Athen.

## Lage
Zografos ist im Osten Athens gelegen, etwa 5 km von der Akropolis entfernt. Weiter im Osten liegt der Hügelzug des Ymittos, westlich der Gemeinde fließt das Flüsschen Ilisos.
Es grenzt im Westen an die Stadt Athen, im Norden an Cholargos-Papagos, im Süden an Kesariani und im Osten an Peania.
Zur Gemeinde gehören die Stadtviertel Goudi, Paleo Zografou, Neo Zografou und Ano Ilisia.

## Geschichte
Die heutigen Ortsteile Ano Ilisia, Goudi und Zografos wurden früher Kouponia genannt, wohl nach der Verteilung der Grundstücke am Ymittos; 1793 erhielt jeder Osmane sechs Lose (Landstücke).

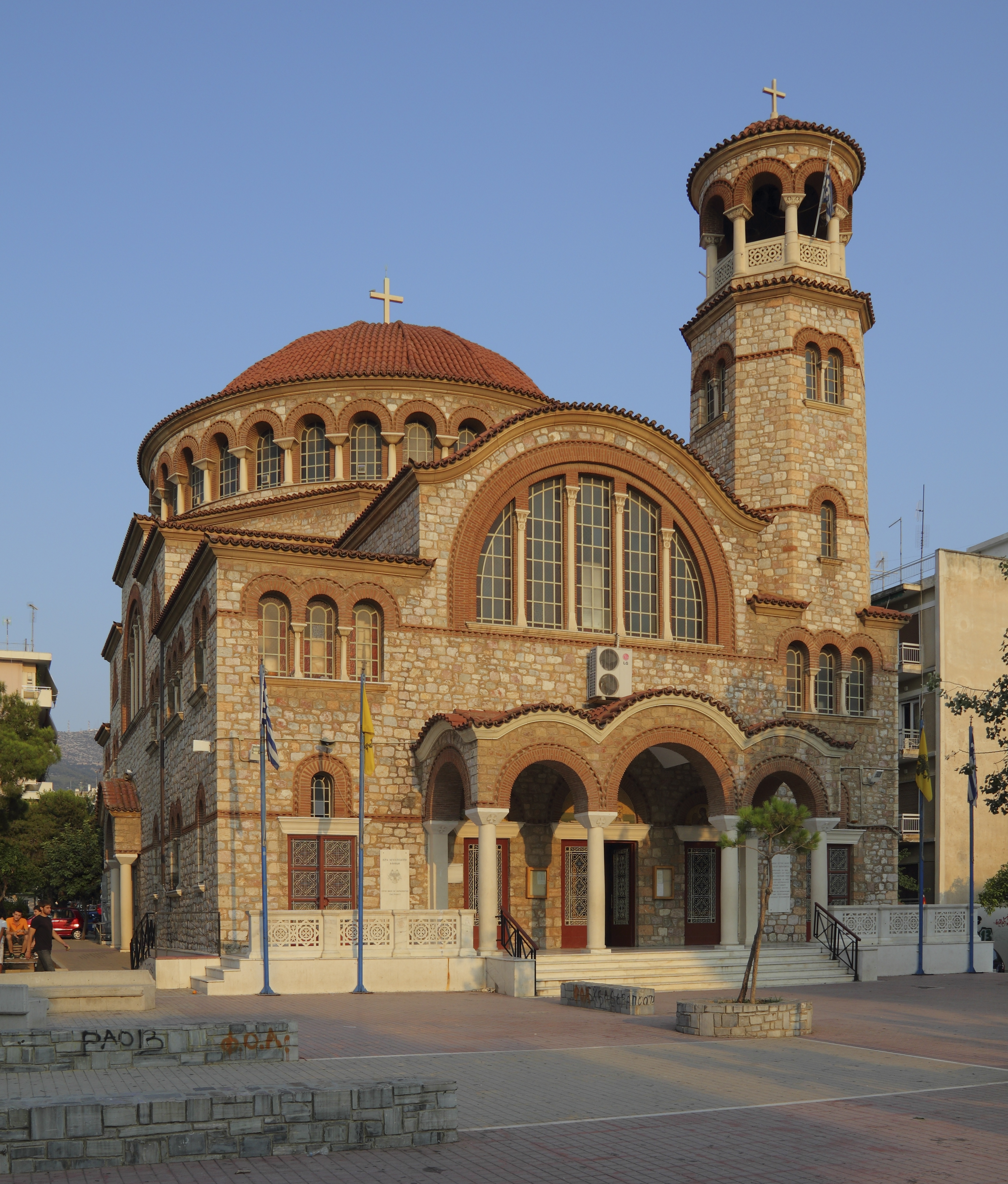
Therapontos-Kirche in Zografos

Die Gegend war ursprünglich landwirtschaftlich für Gemüseanbau und Weinbau genutzt und teilweise bewaldet.
Ioannis Zografos (* 1844 in Kalavryta), nach dem die Gemeinde ihren Namen erhielt, war Universitätsprofessor für Volkswirtschaft. Er teilte 1902 ein von ihm erworbenes Stück Land in kleine Grundstücke auf, die er nach dem Ersten Weltkrieg zu verkaufen begann. So entstand eine Ansiedlung, die 1929 mit etwa 100 Häusern die Landgemeinde Zografou bildete. Ioannis Zografos behielt lediglich ein Stück Land am Zusammentreffen der heutigen Boulevard Papagou und Zografou. Ioannis Zografos hatte fünf Söhne: Konstantinos, Georgios, Nikolaos (genannt „Nick the Greek“), Spyridon und Sotiris (der später der erste Bürgermeister von Zografos wurde), sowie drei Töchter, Pavlina, Zinovia und Maria.
1930 gründete Ministerpräsident Eleftherios Venizelos die erste Volksschule, das Zographio, an derselben Stelle, an der sich heute gegenüber der Kirche Agios Theraponta die Volksschulen befinden. Eines der Klassenzimmer diente auch als Büroraum der neugegründeten Landgemeinde Zografos.
Die allmählich wachsende Ansiedlung bezog angrenzende Gebiete ein. Es entstanden ansehnliche Villen, die teilweise heute noch erhalten sind, wie etwa die Villa Kostas Zografos, heute ein Kindergarten, die Villa Bonaparte, die heute das Familienberatungszentrum der Gemeinde beherbergt sowie die Villa Gounaropoulos, heute ein Museum.
1948 wurde Zografos zur Gemeinde erhoben.
Zum Gemeindegebiet gehört der Campus der Technischen Universität Athen.

## Sehenswürdigkeiten
- Gounaropoulos Museum in der gleichnamigen Straße, benannt nach dem Maler Giorgios Gounaropoulos (1890–1977).
- Marika Kotopouli Museum, gegründet 1990, ein Museum moderner Kunst. Das 1926 errichtete Gebäude war das Ferienhaus der bekannten griechischen Schauspielerin Marika Kotopouli (1887–1953), nach der das Museum benannt ist. Während der deutschen Besetzung im Zweiten Weltkrieg war es von den deutschen Besatzungstruppen beschlagnahmt, später beherbergte es eine Polizeistation, bis es schließlich restauriert und für bedeutende Ausstellungen bereitgestellt wurde.
- Villa Zografou, eine selbstorganisierter sozialer Raum.

## Persönlichkeiten
- Dimitri Kitsikis (1935–2021), kanadischer Historiker, Royal Society of Canada
- Nikos Kourkoulos (1934–2007), Schauspieler
- Sidarta (2001-), Rapper, Sänger, Songwriter